# Bahman Nassim
Bahman Nassim (Abadã, fevereiro de  1940 - Teerão, 28 de janeiro de 1980) foi um nadador iraniano recordista da especialidade de costas e também representou o seu país em pólo aquático entre 1958 e 1963. Bahman é conhecido pela sua influência no desenvolvimento da natação e do pólo aquático no Irão, durante os inícios da década de 1960 que levaria ao sucesso das equipas daquele país durante a década de 1970, em especial nos Jogos Asiáticos. Mais tarde foi polícia e foi chefe da polícia na cidade de Semnã onde foi preso depois da queda do xá Maomé Reza Pálavi, sendo acusado de "Assassinar pessoas inocentes". Apesar das acusações não terem sido provadas no tribunal revolucionário, o fa(c)to é que foi condenado à morte por fuzilamento e executado em 28 de janeiro de 1980, na prisão de Evin, em Teerão. Ele deixou a sua esposa viúva e duas filhas que residem na atualidade no Irã.

## Primeiros tempos
Bahman Nassim nasceu fevereiro de 1940, na cidade de Abadã, filho de  Ramezan Nassim Naseri e de Farideh Hasson. Ramezan Nassim trabalhava na empresa National Iranian Oil Company como responsável da contabilidade daquela companhia em Abadã, Irão.  Dado o levado nível de vida que o pai ocupava na sociedade iraniana, cada um dos seus filhos teve uma vida confortável e ativa. O desporto era uma parte importante das atividades da família, com filhos e filhas envolvidos em modalidades como natação, mergulho. Hossein Nassim, o seu irmão mais novo foi treinado por ele, ajudando-o na obtenção de várias medalhas e recordes obtidos por Hossein.

## Recordes de natação e medalhas
- Medalha de ouro, 100 m de costas, Irã 1958
- Medalha de ouro, 100 m de costas, Irã  1959
- Silver medal, 100 m de costas, Irão 1960
- Medalha de prata,  100 m de costas, Irão 1961
- Medalha de prata, 100 m de costas, Irã 1962
- Medalha de prata, 100 m de costas, Irão 1963

## Vida pós natação
Enquanto praticava a natação, perguntaram-lhe se ele estaria interessado em seguir educação superior numa academia de polícia. Bahman aceitou a oferta e fez parte da força policial e chegou ao posto de oficial. Estacionado em Abadã, foi responsável  no combate ao tráfico de droga que era galopante naquela cidade. Ele acreditava firmemente que o tabaco, a bebida e o uso de drogas eram a causa dos problemas no seio da comunidade local. Bahman foi transferido para a cidade de Semnã onde foi chefe de polícia, antes da Revolução Iraniana. Após a revolução recusou abandonar o posto e por causa disso seria preso. Ele foi acusado de "Assassinar pessoas inocentes" e foi condenado à morte e no dia 28 de janeiro foi executado na temível Prisão Evin por fuzilamento. Bahman envergou a  sua camisola da Seleção nacional do Irão de Natação durante a sua execução.